# Marilu Henner
Marilu Henner, właśc. Mary Lucy Denise Pudlowski (ur. 6 kwietnia 1952 w Chicago) – amerykańska aktorka, producentka telewizyjna i filmowa, scenarzystka, pisarka, tancerka i modelka. Odtwórczyni roli Elaine O’Connor Nardo, samotnej matki pracującej jako taksówkarka, która marzy o pracy w galerii sztuki w sitcomie ABC/NBC Taxi (1978–1983), za którą była pięciokrotnie nominowana do Złotego Globu.

## Wczesne lata
Urodziła się w Chicago w Illinois jako trzecie z sześciorga dzieci Loretty Callis (z domu Nikoleta Kalogeropoulos), instruktorki tańca Henner Dance School, i Josepha Hennera, sprzedawcy samochodów. Matka była greckiego pochodzenia, a ojciec miał polskie korzenie. Wychowała się w północno-zachodniej części Chicago, w Logan Square. Henner już w wieku dwóch lat rozpoczęła naukę tańca, a następnie kontynuowała ją w rodzinnym studio; kiedy miała czternaście lat brała udział w pokazach etiud choreograficznych w lokalnych szkołach i na uczelniach, aż do opuszczenia Chicago na trzecim roku studiów. Uczęszczała do Madonna High School w Chicago.

## Kariera
Podczas studiów na University of Chicago w Hyde Park w dzielnicy Chicago, w 1971 zagrała rolę Marty Maraschino w produkcji Kingston Mines Grease. Występowała na Broadwayu w musicalach: Over Here! (1974) w roli Donny u boku Johna Travolty, Grease (1975) jako Marty, Pal Joey (1976) jako Gladys Bumps i Chicago (1997) w roli Roxie Hart. 
Jej pierwszy występem na ekranie była rola Danielle w komediodramacie Między wersami (Between the Lines, 1977), w którym wystąpili wówczas nieznani: Jeff Goldblum, Lindsay Crouse i John Heard. Następnie zagrała postać Annette Palladino w dramacie Roberta Mulligana Bracia krwi (Bloodbrothers, 1978) na podstawie powieści Richarda Price’a z Richardem Gere’em. Znalazła się w obsadzie dramatu kryminalnego Wima Wendersa Opowieści Hammetta (Hammett, 1982), wyprodukowanego przez Francisa Forda Coppolę i z udziałem swojego pierwszego męża Frederica Forresta jako Kit Conger / Sue Alabama. 
Po występie w komedii Blake’a Edwardsa Mężczyzna, który kochał kobiety (The Man Who Loved Women, 1983) u boku Burta Reynoldsa, dołączyła do obsady komedii sensacyjnej Wyścig armatniej kuli II (Cannonball Run II, 1984) z Shirley MacLaine i Domem DeLuise’em w roli Betty, za którą zdobyła nominację do Złotej Maliny dla najgorszej aktorki drugoplanowej. W parodii kryminału Niebezpieczny Johnny (Johnny Dangerously, 1984) została obsadzona w roli ukochanej Michaela Keatona. Rola Sally w dramacie Jamesa Bridgesa Być doskonałym (Perfect, 1985) z udziałem Johna Travolty i za postać Tracy w parodii westernu Hugh Wilsona Ballada o koniokradzie (Rustlers’ Rhapsody, 1985) z Toma Berengera była nominowana do Złotej Maliny dla najgorszej aktorki drugoplanowej. 
Od 21 września 1990 do 23 maja 1994 grała postać Avy Evans Newton w sitcomie Miasteczko Evening Shade (Evening Shade) z udziałem Burta Reynoldsa, Ossiego Davisa i Hala Holbrooka. Za rolę Trudi w komedii Historia z Los Angeles (L.A. Story, 1991) ze Steve’em Martinem otrzymał nominację do nagrody American Comedy Award jako najzabawniejsza drugoplanowa rola kobieca w filmie kinowym. Wystąpiła także w Czego nie widać (Noises Off, 1992) i Człowiek z księżyca (Man on the Moon, 1999).

## Życie prywatne
W 1979 związała się z aktorem Frederikiem Forrestem, z którym zawarła związek małżeński 28 września 1980. W 1982 doszło do rozwodu. W 1989 poznała kanadyjskiego reżysera i producenta filmowego Roberta Liebermana, za którego wyszła za mąż 27 czerwca 1990. Mają dwóch synów: Nicholasa Morgana (ur. 1994) i Josepha Marlina (ur. 1995). 7 czerwca 2001 Henner i Lieberman rozwiedli się. W 2005 związała się z Michaelem Brownem, którego poślubiła 21 grudnia 2006.

## Filmografia

### Filmy
- 1977: Między wersami (Between the Lines) jako Danielle
- 1978: Bracia krwi (Bloodbrothers) jako Annette
- 1982: Opowieści Hammetta jako Kit Conger / Sue Alabama
- 1983: Mężczyzna, który kochał kobiety (The Man Who Loved Women) jako Agnes Chapman
- 1984: Wyścig armatniej kuli II (Cannonball Run II) jako Betty
- 1984: Niebezpieczny Johnny (Johnny Dangerously) jako Lil
- 1985: Ballada o koniokradzie (Rustlers' Rhapsody) jako panna Tracy
- 1985: Być doskonałym (Perfect) jako Sally
- 1987: Wielki skok (Grand Larceny) jako 'Freddy' Grand
- 1991: Historia z Los Angeles (L.A. Story) jako Trudi
- 1991: Łańcuchy złota (Chains of Gold) jako Jackie
- 1992: Czego nie widać (Noises Off) jako Belinda Blair / Flavia Brent
- 1994: Eskorta (Chasers) jako Katie
- 1998: Batman i Mr. Freeze: Subzero (Batman & Mr. Freeze: SubZero) jako Veronica Vreeland (głos)
- 1999: Człowiek z księżyca (Man on the Moon) jako aktorka na planie „Taxi”
- 1999: Kroniki Titanika (The Titanic Chronicles) jako pani Stuart While (głos)
- 2000: Wrogowie śmiechu (Enemies of Laughter) jako Dani
- 2012: Wampirzyce (Vamps) jako Angela

### Seriale
- 1978–1983: Taxi jako Elaine O’Connor Nardo
- 1985: Alfred Hitchcock przedstawia (Alfred Hitchcock Presents) jako Claire
- 1985: Great Performances jako Louise
- 1986: Who’s the Boss? jako Diane Wilmington
- 1990–1994: Miasteczko Evening Shade (Evening Shade) jako Ava Evans Newton
- 1992: Legenda księcia Valianta (The Legend of Prince Valiant) jako
- 1993–1995: Batman (Batman: The Animated Series) jako Veronica Vreeland (głos)
- 1995: Cybill jako Terry Belmont
- 1996: Titanic jako Molly Brown
- 2002: Powrót do Providence (Providence) jako Georgia
- 2002: Królik Greg (Greg the Bunny) jako Maggie DeMontague
- 2004: Pępek świata (Center of the Universe) jako Sharon Singleton
- 2005: Nowe życie Fran (Living with Fran) jako Donna Martin
- 2005: Wielki powrót (The Comeback) – w roli samej siebie
- 2008: Moje chłopaki (My Boys) jako Pamela Newman
- 2009: Ostry dyżur (ER) jako Linda
- 2009: Melanż z muchą (Party Down) jako Pepper McMasters
- 2010: Wzór (Numb3rs) jako Regina Landers
- 2011: Chirurdzy (Grey’s Anatomy) jako pani Moser
- 2011: Unforgettable: Zapisane w pamięci (Unforgettable) jako Aunt Evie
- 2013: Dwóch i pół (Two and a Half Men) jako Linda
- 2013: Zbrodnie Palm Glade (The Glades) jako Joan Longworth
- 2014: Brooklyn 9-9 jako Vivian
- 2014: Fineasz i Ferb jako przyjaciółka Nany(głos)
- 2014: Przereklamowani (The Crazy Ones) jako Paige Roberts
- 2016: Dancing with the Stars – uczestniczka
- 2018: The Neighborhood jako Paula
- 2020: Bob Hearts Abishola jako Trish Dolan
- 2023: Agenci NCIS: Los Angeles jako Elizabeth Killbride